# Катина, Николя
Николя́ Катина́ (фр. Nicolas Catinat; 1 сентября 1637, Париж — 22 февраля 1712, Сен-Гратьян) — французский военачальник, один из маршалов Людовика XIV.

## Биография
Николя Катина родился 1 сентября 1637 года в городе Париже в семье адвоката Парижского парламента Пьера Катина.
Участвовал в Деволюционной и Голландской войнах. В 1687 году произведён в генерал-лейтенанты.
В начале войны Аугсбургской лиги в 1688 году отличился при осаде Филипсбурга. В 1690 году разбил герцога Савойского и принца Евгения при Штаффарде. 27 марта 1693 года произведён в маршалы Франции.  В том же году нанёс герцогу Савойскому и принцу Евгению новое поражение у Марсальи. 12 марта 1696 года во главе 20-тысячного войска осадил Ниццу, которая капитулировала 5 апреля того же года. Способствовал заключению 29 августа 1696 года отдельного мира Франции с Савойей. Командуя войсками во Фландрии, в 1697 году взял крепость Ат.
Вернулся в строй с началом войны за испанское наследство. В 1701 году, командуя итальянской армией, Катина был крайне стеснён инструкциями из Парижа и недостатком вещевых и денежных средств. 9 июля 1701 года он был разбит при Карпи принцем Евгением Савойским, после чего был заменён маршалом Вильруа, но, оставшись при армии, помогал новому начальнику своими советами. Участвовал в неудачной для французов битве при Кьяри.  В 1702 году командовал в Эльзасе.
Николя Катина де Ла Фуконнери умер 22 февраля 1712 года в Сен-Гратьяне.
Несмотря на крутой нрав, Катина пользовался любовью солдат за бескорыстие и готовность разделять с ними все труды и опасности.